# Pernell Roberts
Pour les articles homonymes, voir Roberts.
Pernell Roberts est un acteur américain né le 18 mai 1928 à Waycross, Géorgie (États-Unis) et mort à Malibu, Californie, le 24 janvier 2010.

## Biographie
Né à Waycross, en Géorgie, le 18 mai 1928, Pernell Elven Roberts est le fils unique de Pernell Elven Roberts Sr (1907—1980), un agent commercial qui vendait des soft drinks, et de Minnie "Betty" Myrtle Morgan Roberts (1910—1988).
Dans sa jeunesse, il fréquentait les différentes églises de sa ville (il prétend, avec un sourire, que l'appartenance variait selon la petite amie du moment). Bon chanteur et aimant déjà le chant, il participait aux chorales.
C'est en fréquentant ces églises qu'il a pris conscience de la nécessité de lutter contre le racisme, encore très vivace, à l'époque, dans cet État sudiste.
« Je suivais le catéchisme du dimanche à Waycross quand j'étais petit », déclare-t-il dans une interview « La leçon portait sur l'égalité entre nous, tous frères aux yeux de Dieu. Tout à coup, ça m'a frappé : ce n'est pas vrai ! L'église est, dans notre pays, l'endroit où il y a, une fois par semaine, le plus de ségrégation. Et c'est à la fois ironique et tragique de penser que voici une philosophie qui enseigne et prêche la compréhension entre humains et l'amour fraternel, alors qu'en pratique, on y applique la plus vicieuse forme de relations humaines ».
Pernell Roberts a fait toutes sortes de petits boulots quand il était jeune, y compris un court passage chez les Marines. À noter que c'est chez eux qu'il a perdu ses photos d'enfant. Il les avait empruntées à sa mère et elles ne sont jamais revenues au grand dépit de cette dernière. Les photos de PR enfant sont donc rarissimes.
Il est rentré trois fois à l'Université et s'est fait renvoyer trois fois à cause de sa fascination pour le théâtre qui l'amenait à délaisser ses études. 
C'est dans sa première école de théâtre qu'il est tombé amoureux de son professeur, Vera Mowry, qu'il épousa en 1951. En octobre de cette année-là, naquit le seul enfant qu'il aura, Christopher.
Il se rend à New-York et débute par de petits rôles au théâtre et ne démarre au cinéma et à la télévision qu'en 1957, date à laquelle il s'installe à Hollywood. Cette année-là, il décroche 3 rôles, un dans Desire Under the Elms, un autre dans The Sheepman, un troisième dans Ride Lonesome. C'est pour jouer dans ce dernier film qu'il a appris, en quelques semaines, à monter à cheval.

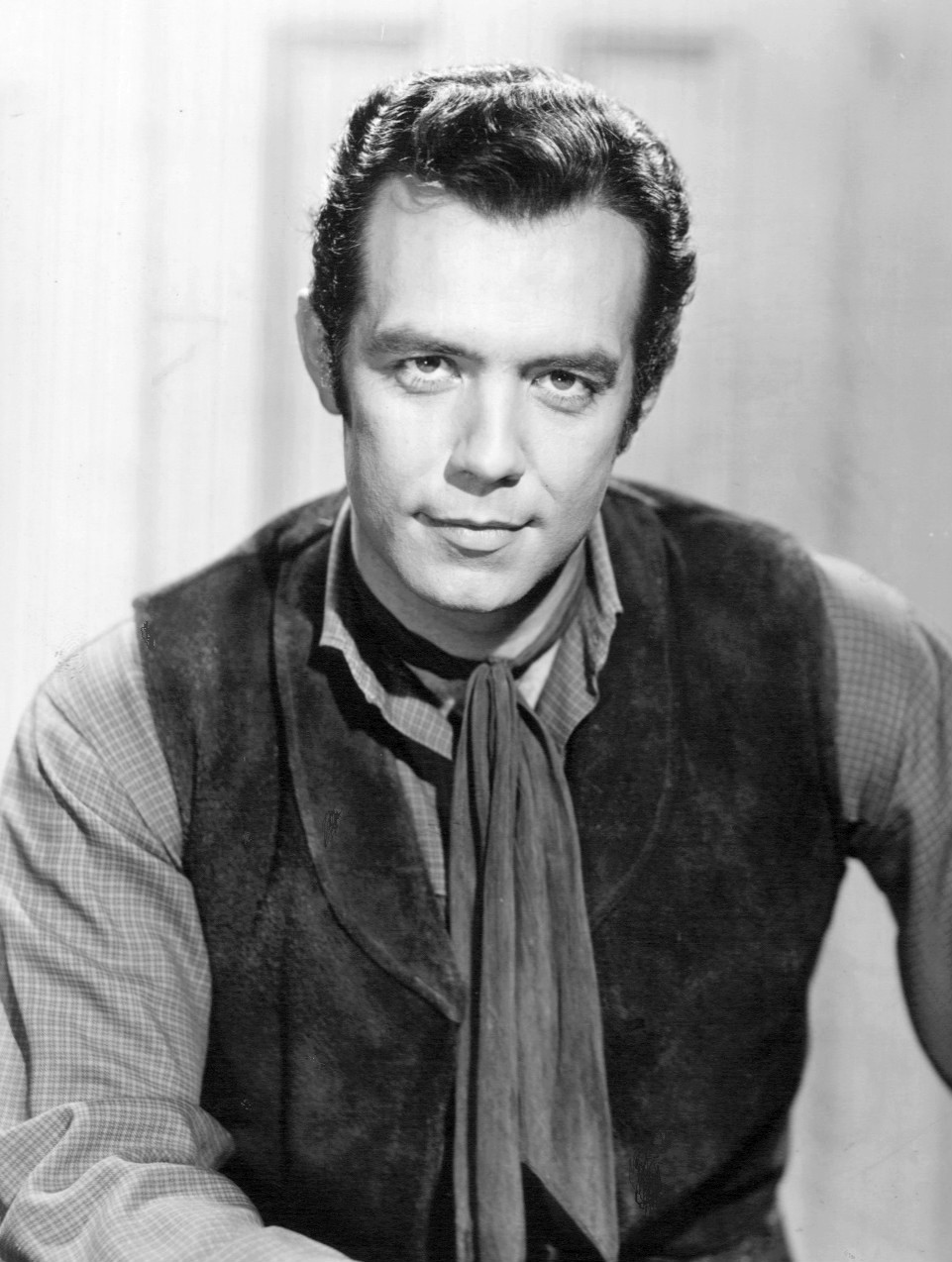
Pernell Roberts en 1959.

C'est en 1959 qu'on lui offre le rôle qui le rendra célèbre, celui d'Adam Cartwright, dans Bonanza.
En dépit de la popularité des westerns à l'époque et malgré le fait que cette série était l'une des premières en couleur, le démarrage de Bonanza fut lent. les vedettes étaient mal payées et les personnages tout d'une pièce, stéréotypés et schématiques. Néanmoins, les acteurs les firent vite évoluer dans un sens plus humain et plus diversifié. Dès la seconde saison, on proposa donc aux acteurs un contrat de cinq ans, dans de meilleures conditions et incluant la première année. La série commençait à connaître un succès qui ne devait pas se démentir par la suite.
Pernell Roberts fut très vite déçu par la série. D'abord, il découvrit qu'il n'aimait pas la vitesse avec laquelle on « mettait en boîte » un épisode. Il n'avait le temps ni de répéter ni d'approfondir le scénario. Par ailleurs, il s'était attendu à ce que la série délivre plus de messages contre le racisme, le sexisme, la violence. Il était, sur ce point, un peu injuste car, pour l'époque, la série allait assez loin au moins en matière de lutte contre le racisme. De même en ce qui concernait l'aide aux handicapés.
Mais Pernell Roberts aurait voulu aller plus loin, par exemple qu'on le marie avec une indienne. Il demanda à partir mais David Dortort le retint, ne voulant pas risquer de perdre des téléspectateurs et surtout, des téléspectatrices car PR recevait un impressionnant courrier de fans.
Pendant ce temps-là, PR resta actif dans la lutte contre le racisme, défilant avec les Noirs dans son État d'origine. Il faut reconnaître que, malgré les invectives et les menaces dont il fit l'objet, les producteurs de Bonanza ne le lâchèrent pas.
Il se distrayait pendant les longues périodes d'attente inhérentes au tournage en faisant de la moto. Passionné de vitesse, il acheta, à parts égales avec Dan Blocker qui jouait son frère Hoss dans la série, une voiture de course. Il apprit aussi à se servir d'une guitare et il n'était pas rare de l'entendre chanter sur le plateau à ses heures de loisir.
En 1963, il épousa Judith LeBrecque, une choriste d'opéra, avec laquelle il devait rester marié dix ans.
Ayant enregistré avec Lorne Greene, Dan Blocker et Michael Landon, ses partenaires dans la série, un disque de chansons du Far-West, il en enregistra un autre en solo, avec tant de talent que certains journalistes lui demandèrent s'il comptait poursuivre dans cette voie : « je suis un acteur, pas un chanteur », répondit-il, « le chant, c'est le domaine de ma femme » et il tint parole au grand dam de ses admirateurs qui appréciaient sa voix chaude de baryton et la manière dont il interprétait ses chansons.
Au bout de six ans, en 1965, malgré tout, Pernell Roberts quitta la série. Dans l'espoir qu'il revienne, on ne tua pas son personnage, il avait simplement quitté le ranch familial pour une destination inconnue.
PR retrouva très vite ses amours avec le théâtre et même, la comédie musicale, interprétant le rôle du Roi Arthur dans Camelot. C'est à cette occasion qu'il laissa pousser sa barbe qu'il ne rasa plus que pour les besoins de tel ou tel rôle. Il eut des critiques excellentes.
Il apparut comme guest star dans plusieurs séries telles que Mission Impossible où il eut deux rôles. On le vit barbu, moustachu, chevelu ou chauve (son aspect naturel). Pour Bonanza, il avait plaidé pour jouer sous son apparence normale mais David Dortort trouvait que l'absence de perruque le vieillissait de dix ans et il avait dû se résoudre à porter un postiche, tout comme Lorne Greene, son père dans la série.
En 1975, il se marie pour la troisième fois avec Kara qui restera sa femme pendant vingt ans. En 1979, son père étant malade, il se décide à faire une démarche auprès de la télévision pour décrocher le rôle principal dans Trapper John, ce qu'il obtient. Il joue le rôle d'un médecin, chef de service hospitalier. Issue de MASH, la série est un peu l'ancêtre d'Urgences. Ce docteur barbu et quinquagénaire permit au public américain de voir PR sous d'autres traits que ceux d'Adam Cartwright.
Trapper John dura sept ans et la série s'arrêta. L'acteur Gregory Harrison qui jouait le docteur Gonzo Gates ayant quitté la série en 1985.
En 1989, il perd son fils unique qui meurt, à l'âge de 37 ans 1/2, dans un accident de moto.
Au début des années 1990, Pernell Roberts fut la vedette de sa troisième et dernière série télévisée, une série qui eut une courte vie : FBI : the Untold Stories.
Il fut, quelque temps, un animateur très apprécié de l'émission Rescue 911
Au moment de son décès, Pernell Roberts vivait à Malibu avec sa 4e femme, Eleanor. Il était retraité mais apparaissait de temps à autre à la télévision. Même s'il n'a jamais exprimé aucun regret d'avoir quitté Bonanza, il s'est manifesté, au printemps 2006, lors de la dernière convention des fans de la série. Contacté par une fan anglaise, Diana Golding, en tant que seul survivant des personnages principaux, il lui a répondu très gentiment, renouant ainsi avec ses fans.

## Mort
Il décède des suites d'un cancer du pancreas à 81 ans, le 24 janvier 2010.

## Filmographie
•   1970 : Hawaï Police d'Etat: "meurtre au stade" : Saison 3, épisodes 23/24 : Loan Phillips
- 1958 : Désir sous les ormes (Desire Under the Elms) : Peter Cabot
- 1958 : La Vallée de la poudre (The Sheepman) : Chocktaw Neal
- 1959 : La Chevauchée de la vengeance (Ride Lonesome) : Sam Boone
- 1959 à 1965 : Bonanza (1959-1972) : Adam Cartwright
- 1966 : Le Virginien :  saison 05 épisode 13: (Jim et Jim (The long way home)) : Jim Boyer
- 1967 : Carousel (TV) : Jigger Craigin
- 1967 : Les Mystères de l'Ouest (The Wild Wild West), (série TV) - Saison 3 épisode 2, La Nuit du grand feu (The Night of the Firebrand), de Michael Caffey : Sean O'Reilley
- 1969 : The Silent Gun (TV) : Sam Benner
- 1970 : Tibetana
- 1970 : San Francisco International (TV) : Jim Conrad
- 1971 : Four Rode Out : U.S. Marshall Ross
- 1971 : Le Virginien (TV) saison 9 épisode 23 (Wolf Track) : Stranger
- 1972 : The Bravos (TV) : Jackson Buckley
- 1972 : Adventures of Nick Carter (TV) : Neal Duncan
- 1972 : Assignment: Munich (TV) : C.C. Bryan
- 1975 : Alien Lover (TV) : Mike
- 1975 : Dead Man on the Run (TV) : Brock Dillon
- 1975 : The Deadly Tower (TV) : Lieutenant Lee
- 1975 : The Lives of Jenny Dolan (TV) : Camera Shop Proprietor
- 1976 : Paco : Pompiho
- 1976 : L'homme qui valait trois milliards (The Six Million Dollar Man) (série télévisée) : Mark Wharton (Saison 3 Episode 16 : A quoi pensez-vous? )
- 1976 : Captains and the Kings (feuilleton TV) : Braithwaite
- 1977 : The Man from Atlantis: Shoot Out at Land's End (TV)
- 1977 : Charlie Cobb: Nice Night for a Hanging (TV) : Sheriff Yates
- 1978 : La Magie de Lassie (The Magic of Lassie), de Don Chaffey : Jamison
- 1978 : Colorado ("Centennial") (feuilleton TV) : General Asher
- 1978 : The Immigrants (TV) : Anthony Cassala
- 1979 : The Night Rider (TV) : Alex Sheridan
- 1979 : Hot Rod (en) (TV) : Sheriff Marsden
- 1980 : High Noon, Part II: The Return of Will Kane (TV) : Marshal J.D. Ward
- 1981 : Incident à Crestridge (Incident at Crestridge) (TV) : Mayor Hill
- 1983 : Hôtel (TV) : Charles Stanton
- 1987 : Desperado (TV) : Marshal Dancey
- 1988 : The Night Train to Kathmandu (TV) : Prof. Harry Hadley-Smithe
- 1989 : Le Tour du monde en 80 jours ("Around the World in 80 Days") (feuilleton TV) : Captain Speedy
- 1989 : Perry Mason: The Case of the All-Star Assassin (TV) : Thatcher Horton
- 1990 : Checkered Flag : Andrew Valiant
- 1990 : Coma (Donor) (TV) : Dr. Martingale